# Aloys Senefelder
Aloys Senefelder, nemški izumitelj, * 6. november 1771, Praga, Češka, † 16. februar 1834, München, Nemčija.
Senefelder je bil igralec in dramatik, kateri je zaslužen za izum postopka kamnotiska oziroma litografije. Izpopolnil je tehniko ploskega tiska s pomočjo gumiarabike, ki jo je uporabil kot vodno raztopino in uporabo skrilavca iz Solnfohna. Leta 1798 je ta tiskarski postopek, ki temelji na medsebojni odbojnosti vode in mastne tiskarske barve, imenoval "kemično tiskanje".

## Življenje
Aloys Senefelder se je rodil 6. novembra 1771 v Pragi. Po smrti očeta, igralca Petra Senefelderja, je moral leta 1793 opustiti študij prava v Inglostadtu. Življenje po smrti očeta je postalo zelo težko saj je bilo breme družine na njegovih plečih. Sprva je služil skromne denarje kot igralec pri neki potujoči gledališki skupini, potem pa je odšel v München da bi pisal gledališke igre in jih prodajal. Toda le redko je našel koga, ki bi jih kupil in plačal še visoko ceno za njihovo razmnoževanje.

## Pot do uspeha
Po neuspelem poskusu prodaje lastnih gledaliških iger, se je Senefelder odločil razširjati svoje igre, zato je začel razmišljati o cenenem postopku razmnoževanja oziroma tiskanja.
Najprej je v različne materiale zaman poskušal vrezati zrcalno obrnjene črke in izdelati postopek visokega tiska, kar je bilo neuspešno. Sledila je uporaba črnila, ki je bilo obstrojeno proti kislini. Z njim je pisal po bakreni plošči, katero je kasnee polil s kislino, k ije samo ploščo razjedla in tako so ostale dvignjene črke. S tem načinom tiska je izdelal note za trgovca z muzikalijami, kar je pomenilo da je tiskanje in razmnoževanje postalo njegov poklic.
Pri uporabi takega kamna in zgoraj omenjene tehnike, je leta 1798 prišel do zanimivega odkritja. Vlažno obrušeni kamen ni mogel premazati z mastno tiskarsko barvo, kajti voda jo je odbijala. To je izkoristil in z mastnim milom popisal posušen kamen, nanj nanesel barvo, ki se je razlila samo po popisanih delih medtem ko je ostala površina ostala suha in bela. Na kamnito ploščo je pritisnil papir in tiskarska barva je ustvarila podobo.

## Kemično načelo
Senfelder je po svojem odkritju raziskoval dalje in prišel do ugotovitve da je skrilavec iz Solnfohna veliko bolj uporaben kot prejšnji kamen. Kamen je ovlažil z lepilom iz izločka akacij gumiarabike in popisal z mastnimi pisali. Tako je prišel do izuma ploskega tiska, litografije. Ta postopek je poimenoval kemično tiskanje.

## Po smrti
Po smrti Senefelderja leta 1834, se je njegov postopek litografije razširil po celi Evropi. Sledila je tehnike večbarvne kromolitografije, ki je s poceni postopkom omogočala tiskanje v živih barvah plakate, embalažo in slike. Leta 1852 so začeli uporabljati prvo tovrstno hitro stiskalnico, ta pa je postala osnova za nadaljnji razvoj ploskega tiska, ki danes v obliki ofsetnega tiska prevladuje po vsem svetu.